# Scuola elementare Ferdinando Paolieri
La scuola elementare Ferdinando Paolieri è un edificio situato a Impruneta, nella città metropolitana di Firenze.

## Storia
L'edificio viene commissionato dal podestà dell'Impruneta, Lelio Botti, all'ingegner Ferdinando Pietramellara.
Un primo progetto viene presentato alla locale commissione il 20 marzo 1930; nel giugno del 1930 questo riceve il parere favorevole del Genio civile ma non quello del Ministero dei lavori pubblici che richiede sostanziali modifiche all'impianto.
Nell'ottobre del 1931 il progettista produce nuovi elaborati grafici che tengono conto delle richieste del ministero, approvati nel marzo successivo; ulteriori elaborati, riguardanti esclusivamente i fronti, vengono presentati nel settembre del 1932. Tra il 1932 ed il 1933 vengono definiti i capitolati, poi rivisti a seguito delle modifiche apportate.
I lavori, avviati nell'estate del 1933, sono eseguiti dall'impresa Oddo Frati: a seguito di divergenze sopraggiunte con il progettista, il contratto viene rescisso e i lavori interrotti. Il cantiere viene riaperto nell'ottobre del 1934 e i lavori sono eseguiti dall'impresa Nervi e Bartoli. La nuova scuola è collaudata nel novembre del 1936 e ufficialmente inaugurata nel settembre dell'anno successivo.

## Descrizione
La scuola è situata all'interno dell'abitato del comune di Impruneta e occupa un intero isolato, delimitato a ovest dall'asse del viale della Libertà - prosecuzione all'interno del nucleo abitato della via Imprunetana che a settentrione congiunge la cittadina con il borgo di Tavarnuzze e con Firenze - e a est da piazza Garibaldi, superficie alberata di forma rettangolare e dal profilo pendente delimitato su tre lati da edifici a due piani adibiti a residenza e sul fronte orientale, oltre che dalla facciata della scuola, dall'abside e dal campanile di un'attigua chiesetta; sul lato orientale tale piazza si congiunge alla piazza Buondelmonti, cuore religioso e civico della cittadina. I lati settentrionale e meridionale del lotto sono costituiti il primo da una strada di servizio e dal confine della proprietà limitrofa e il secondo da un percorso pedonale che, grazie ad ampi gradoni lastricati in pietra e laterizio, collega agevolmente le due quote, quella della facciata lungo strada e quella del fronte sulla piazza, connotate dal forte dislivello. Sul viale della Libertà l'edificio è fiancheggiato da villini a due piani con antistante giardino.

### Esterno
L'edificio presenta un impianto articolato e una volumetria compatta, sviluppata su due, tre e quattro piani fuori terra, ben articolata in relazione al notevole dislivello del lotto.
Dal punto di vista stilistico quest'opera si qualifica per il deciso ricorso al lessico razionalista nelle facciate (si vedano in particolare i raccordi curvilinei con le finestre a nastro e il portico asimmetrico in facciata) e per la 'mediterraneità', tipica dell'architettura fascista dell'epoca, di alcuni elementi: tale modernità mal si combina con il tono degli interni, informati ad un generico neorinascimento di maniera, decisamente anacronistico vista l'epoca del progetto.

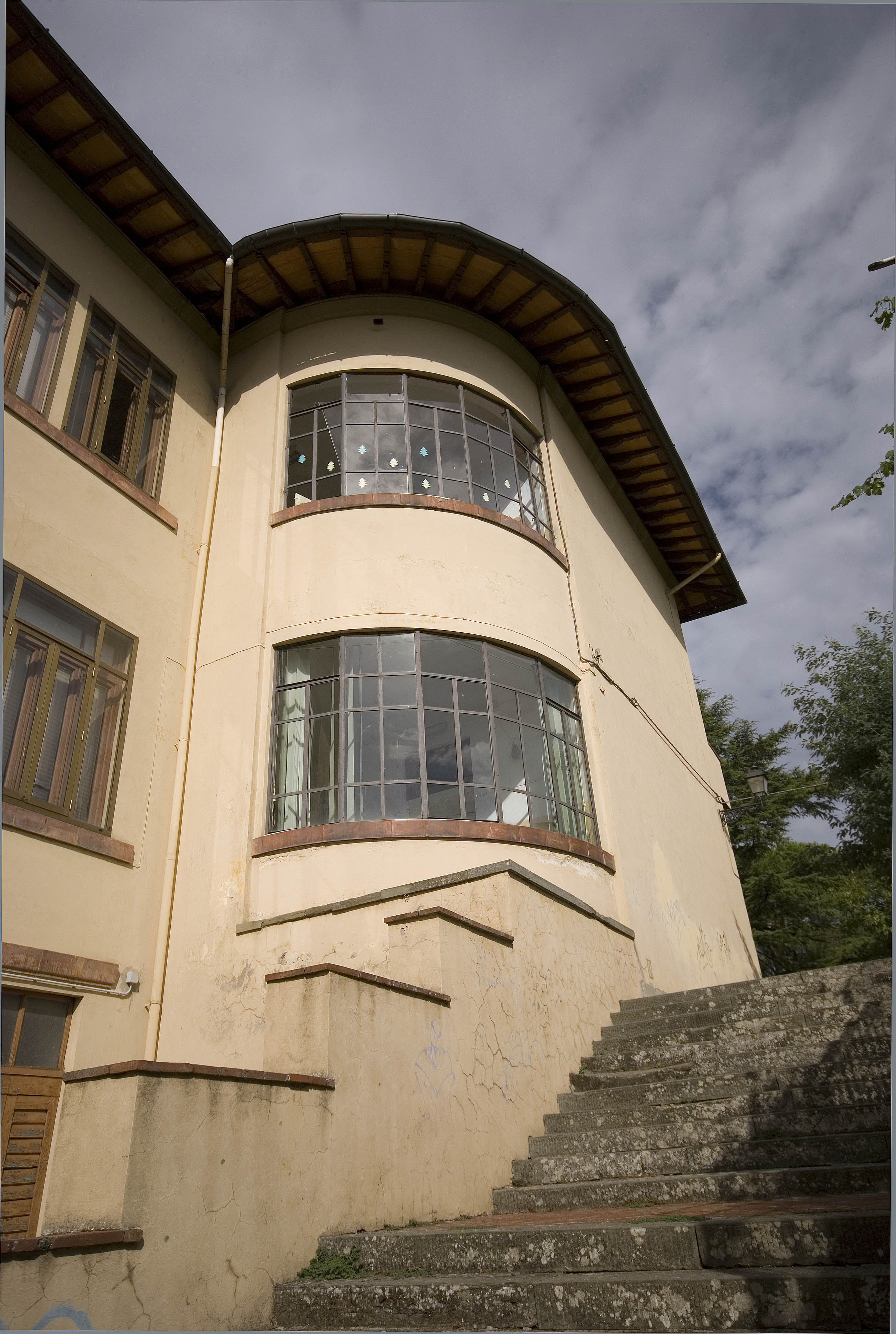
Vista Laterale

Il fronte lungo via della Libertà (il più riuscito nel linguaggio come nel proporzionamento) presenta un impaginato rettangolare segnato dall'asimmetria dei componenti: una scalea a due rampe curvilinee (con vasca fontana in cemento e sima leonina in cotto) in asse col portale e un basamento in pietra serena conducono al piano terra, caratterizzato da un portico, a tre fornici e sovrastato da quattro sculture in cotto (il contadino, l'artigiano, la madre e la nutrice) opera dello scultore Edoardo Menchi, che riquadra una parete cieca ed un portale rettangolare verticale, in asse con il fornice a sinistra ed emergente dal solaio del loggiato; sul fianco sinistro del portale sono distribuite tre ampie finestre (verticali e strombate in corrispondenza dell'architrave) che si ripropongono in numero di tre sull'altro lato dell'edificio; il primo piano presenta una teoria di sette finestre rettangolari e una porzione di muratura piena in corrispondenza con il fornice destro del sottostante portico.
Il fronte meridionale (uguale a quello settentrionale con l'unica variante delle aperture corrispondenti al corpo della palestra) presenta una maggior articolazione e è scandito da tre diversi nuclei: da ovest verso est una prima porzione, avanzata rispetto alle seguenti, su tre piani fuori terra con tre finestre rettangolari per piano; una seconda, su quattro piani, segnata al centro da un taglio finestrato verticale (corrispondente al vano scale) che distribuisce simmetricamente due finestre per lato; una terza, su due piani fori terra, raccordata alla precedente tramite un corpo cilindrico con un'ampia finestra rettangolare per piano che segue l'andamento curvilineo della muratura. La facciata sulla piazza presenta invece un impaginato rigorosamente simmetrico: al piano terra un portico di esigua profondità, tripartito da due colonne in finto marmo, segna l'ingresso principale all'edificio e scandisce una serie di tre finestre rettangolari per lato; il piano superiore, caratterizzato dalla traccia orizzontale del davanzale del balcone che corre lungo tutta la facciata, è caratterizzato dalla teoria continua delle aperture, in asse con quelle sottostanti.

### Interno
Per quanto riguarda l'interno, dal portico su viale della Libertà si accede direttamente alla palestra, ampio vano rettangolare con ai lati sud e est gli spogliatoi, i servizi, i depositi degli attrezzi e, in asse con il portone di accesso, la porta che collega con l'interno dell'edificio. Dalla piazza Garibaldi si accede invece alla scuola: l'ingresso principale, ai cui lati sono poste due aule, immette in un corridoio longitudinale, a sinistra del quale è collocata la scala a tre rampe di accesso ai vari piani; sul lato sinistro del corridoio sono situate le aule, su quello destro i servizi igienici, l'aula delle riunioni e il magazzino; nel tratto finale (corrispondente al corpo della palestra) il corridoio diviene ad "U" e serve quattro aule.
Al piano superiore la distribuzione è la medesima con l'unica variante dell'ultimo corpo delle aule, sostituito da una terrazza piana praticabile. Al piano terra i vari vani, articolati attorno ad un atrio ad "L", ospitano la mensa, i servizi igienici ed il magazzino; uno scalone a un'unica rampa collega questo livello con la porta di accesso alla palestra.

## Critica
Il Cozzi (1994) si è soffermato su questa architettura, identificandola tuttavia erroneamente con la Casa del fascio dell'architetto Padovani: egli la definisce prova secondaria del dibattito architettonico dove, malgrado le concessioni all'industria paesana negli ornati e nelle figure in cotto, è rintracciabile un nitore geometrico che distacca tale opera dal Novecento e dall'Art déco, mentre la data la salva dall'essere versione provinciale e semplificata della monumentalità del tardo evo fascista.